# 2011 SL25
2011 SL25 — це астероїд та троянець Марса. Він рухається по орбіті, схожій на орбіту Марса, але перебуває в одній з точок, де сили гравітації Сонця та Марса врівноважуються. Така точка, в яку потрапив цей астероїд, називається L5. Вона знаходиться позаду Марса в його русі навколо.

## Відкриття, орбіта та фізичні властивості
Астероїд 2011 SL25 був відкритий 21 вересня 2011 року в обсерваторії Alianza S4, розташованій на горі Бурек в Аргентині. За класифікацією Центру малих планет, він належить до типу астероїдів, які перетинають орбіту Марса. Орбіта цього астероїда є дещо витягнутою, з ексцентриситетом 0,11, що означає, що його шлях навколо Сонця не є ідеальним колом, а більше схожий на еліпс. Відстань від Сонця до астероїда в середньому становить 1,52 астрономічні одиниці (а.о.). Орбіта астероїда також нахилена під кутом 21,5° відносно орбіти Землі. Спочатку орбіту 2011 SL25 було важко точно визначити, оскільки вчені мали лише 76 спостережень за 42 дні, але згодом орбіту вдалося уточнити в січні 2014 року. Абсолютна зоряна величина астероїда, яка показує його яскравість, становить 19,5 та діаметр близько 575 метрів.

## Троянець та еволюція орбіти
Згідно з розрахунками, астероїд 2011 SL25 є стабільним троянцем Марса, який знаходиться в одній з особливих точок орбіти Марса, званій L5. Це означає, що астероїд рухається так, що завжди знаходиться на одній і тій самі відстані від Марса. Він коливається навколо цієї точки, і період його коливань (час, за який ці коливання повторюються) складає 1400 років. Кут, на який він відхиляється від середньої позиції, становить 18°. Орбіта 2011 SL25 схожа на орбіту іншого троянця Марса — астероїда 5261 Еврика.

## Походження
Довготривалі числові розрахунки показують, що орбіта астероїда 2011 SL25 є стабільною протягом мільярдів років. Астероїд може залишатися на своїй орбіті протягом принаймні 4,5 мільярди років, що є приблизно віком нашої планети. Однак його поточна орбіта вказує на те, що 2011 SL25 не був постійним супутником Марса протягом всієї історії Сонячної системи. Астероїд, ймовірно, приєднався до орбіти Марса лише нещодавно з геологічної точки зору, а не з самого початку існування планет.